# Arstanozaur
Arstanozaur, Arstanosaurus

## Nazwa
Arstanosaurus oznacza "jaszczur arstański".

## Pożywienie
rośliny;
Jak inne dinozaury kaczodziobe, arstanozaur pasł się wśród roślinności, przeżuwanej dzięki bateriom zębów policzkowych.

## Występowanie
Zamieszkiwał dzisiejszą Azję (Kazachstan), w późnej kredzie (santon/kampan).

## Odkrycie
Znaleziony w formacji Bostobinskaja w Kazachstanie, zaliczany bywa albo do hadrozaurów, albo do ceratopsów. Znaleziono jedynie nieliczne pozostałości kośćca głowy, co spowodowało trudności z klasyfikacją. Niepewne jest także, czy do tego rodzaju należał młodociany osobnik, którego czaszkę odnaleziono w Mongolii.

## Opis
Rogaty dinozaur dwu- lub czworonożny, przednie kończyny krótsze od tylnych, jak u innych hadrozaurów.

## Systematyka
Przez pewien czas uważany za ceratopsa, teraz jednak umieszczany wśród ornitopodów i hadrozaurów.

## Gatunki
- A. akkurganensis